# Ainoa
Ainoa ist ein österreichischer Science-Fiction-Film von Marco Kalantari. Der Film wurde durch eine Privatinitiative des Regisseurs und unter Mitarbeit hunderter Freiwilliger in vier Drehblöcken über einen Zeitraum von fünf Jahren realisiert.

## Handlung
Der Film spielt in der postapokalyptischen Zukunft des Jahres 2078, in der die Welt durch einen Atomkrieg zerstört ist. Dieser Krieg wurde und wird durch das Robotermädchen Ainoa gesteuert, das in einem Hochsicherheitsgefängnis vor der Welt versteckt wird. Ainoa wurde vor vielen Jahren von Dr. Kerensky für die Regierung erschaffen, die nun noch immer selbstgefällig von einem Palast aus die zerstörte Welt regiert.
Kerensky jedoch war sich noch zu Lebzeiten seines Fehlers bewusst und zog sich mit Freunden in einen Bunker tief unter der Erde zurück, damit seine Nachkommen, die er „Missionare“ nennt, dort den Krieg überleben, und seine Tat vielleicht einmal korrigieren können. Er hinterließ eine „Prophezeiung“, die die Geschicke der Mission lenkt. Im Jahr 2072 verlässt die Mission unter der Führung von Kerenskys Enkel Yuri den Bunker, um Ainoa zu finden.
Sie dringen in das Gefängnis ein und befreien Ainoa, die im späteren Verlauf zunehmend menschliche Gefühle entwickelt. Den folgenden Angriff der Regierung überlebt nur Yuri, der mit Ainoa zu seiner Schwester Kei flieht, die die Mission vor Jahren verließ. Gemeinsam versuchen sie, die Welt von der Herrschaft der Regierung zu befreien.

## Hintergründe

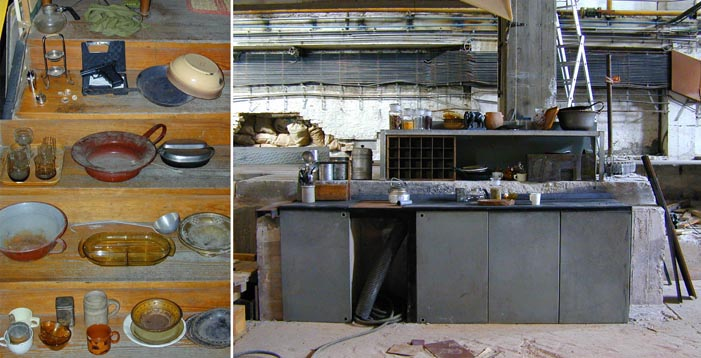
Eine Kulisse von Ainoa.

Die Besonderheit dieses Films liegt in seiner Entstehung und der Umsetzung die durch die freiwillige Mitarbeit von über 500 Personen stattfand. Der als Abschlussarbeit der Filmakademie Wien geplante Film ist nach seiner Fertigstellung das größte Science-Fiction-Projekt Österreichs.
Kalantari finanzierte die Dreharbeiten über Sponsoren, die er vor allem im Raum Zwettl, seiner Geburtsstadt, gewinnen konnte, und mittels der Einnahmen als Werberegisseur. Aufgrund der Größe des Films wurde die Drehzeit auf mehrere Jahre verteilt und folgte dem von Kalantari beworbenen Prinzip des sogenannten „Guerilla-Filmmakings“, das er in seiner Diplomarbeit beschrieben hatte.
Die problematischen Drehbedingungen beeinflussten den Fluss des Films, da das Drehbuch nach der Verfügbarkeit der Hauptdarsteller umgeschrieben werden musste.
Der Film wurde am 19. Oktober 2006 erstmals in Österreich gezeigt.

## Kritik
Die Reaktionen auf Ainoa fielen im Schnitt mäßig aus. Viele Kritiken bescheinigtem dem Film Zerrissenheit, die auf die erschwerten Umstände beim Dreh zurückzuführen sei. „Der Handlungsverlauf wirkt etwas zu zerfranst, zu schleppend und kann keinen richtigen Spannungsbogen aufbauen“, hieß es auf der österreichischen Seite filmtipps.at. „Alleine die bildliche, oft spartanisch und kühl wirkende Inszenierung“ sei jedoch sehenswert.

## Auszeichnungen
Der Film erhielt den Special Jury Price des Stodhary Film Festival Kiew 2005 für die Darstellung Verena Burattis. Ainoa war zudem bei folgenden Festivals vertreten und teilweise für Preise nominiert:
- London Sci-Fi Film Festival 2005
- Fantastic Film Festival Lund 2005
- Sciencefictionplus Festival Triest 2005
- Shanghai Film Festival 2005
- Copenhagen Film Festival 2005